# Sekai Meisaku Dōwa: Oyayubi Hime
Sekai Meisaku Dōwa: Oyayubi Hime (世界名作童話_おやゆび姫) é um filme de animé japonês dos géneros aventura, drama, fantasia e romance, realizado por Yugo Serikawa e escrito por Ikuko Oyabu, com base no conto de fadas A Polegarzinha do escritor dinamarquês Hans Christian Andersen. O desenho das personagens foi realizado por Osamu Tezuka. Estreou-se no Japão a 18 de março de 1978.

## Elenco
- Kazuko Sugiyama como Polegarzinha
- Noriko Ohara como príncipe
- Kōsei Tomita como Mogura
- Mariko Miyagi como Bunbu
- Masako Nozawa como Chumi
- Ichirō Nagai como pai do sapo
- Kazue Takahashi como mãe do sapo
- Kyōko Kishida como narrador, Gekoo